# Effi Biedrzynski
Effi Biedrzynski, geb. Kaiser (* 5. April 1910 in Schweina, Freistaat Thüringen; † 8. Dezember 2004 in Stuttgart) war eine deutsche Lektorin, Goethe-Forscherin und Publizistin.

## Biographie
Biedrzynski wurde in Fachkreisen die „Grande Dame“ der Goethe- und Weimar-Literatur genannt. Sie wuchs in Schweina und Bad Liebenstein auf und beschäftigte sich bereits als Kind frühzeitig mit dem Thema Goethe und Weimar. Dieses Interesse intensivierte sich noch durch ihre Vermählung mit dem Berliner Privatgelehrten und Philosophen Oswald Bendemann 1934. Dieser, ein Urenkel des Bildhauers und Grafikers Johann Gottfried Schadow, fiel in den letzten Kriegstagen 1945 zwischen Posen und Thorn. Nicht zuletzt durch seine Familie, insbesondere die in der Weimarer Südstraße lebende „Großmama“ Hedwig Bendemann, geb. Krüger, galt Effi Biedrzynski, ihrerseits in Weimar ganz zuhause, als eine der besten Kennerinnen der großen klassischen Zeit dieser Stadt. In zweiter Ehe heiratete sie 1953 den Schriftsteller Richard Biedrzynski (1901–1969).
Bekannt wurde Biedrzynski auch durch ihren Goethekalender in Form eines Taschenkalenders, den sie von 1964 bis 2003 herausgab: „Mit Goethe durch das Jahr“. Für diesen Kalender, der jeweils im Artemis Verlag in Zürich und München herauskam, besorgte sie die Auswahl, die Anmerkungen und das Quellenverzeichnis. Der Kalender erreichte regelmäßig eine Auflage von jährlich 40.000 Exemplaren.
Biedrzynski lebte und arbeitete ein halbes Jahrhundert lang in Stuttgart. Dort verstarb sie 2004 im Alter von 94 Jahren. Ihr Nachlass befindet sich im Goethe- und Schiller-Archiv.

## Auszeichnungen
- 1995: Goldene Goethe-Medaille der Goethe-Gesellschaft Weimar
- 1996: Verdienstmedaille des Landes Baden-Württemberg

## Schriften
- Goethes Weimar. Das Lexikon der Personen und Schauplätze. Artemis & Winkler, München/Zürich 1992, ISBN 3-7608-1064-0.
- Vorwort in: Das große deutsche Novellenbuch. Artemis und Winkler, München 1995, ISBN 3-538-06640-X.
- Herausgeberin von: Johann Wolfgang von Goethe: Dichter lieben nicht zu schweigen. Das Leben im Gedicht. Artemis & Winkler, Düsseldorf/Zürich 1999, ISBN 3-538-07083-0.

Mit Goethe durch das Jahr (Beispiel)
- ZDB-ID 207870-3
- 37. Folge mit dem Thema Goethes Haus am Frauenplan in Weimar. 1984, ISBN 3-7608-4785-4.